# Козловское
Козловское (укр. Козлівське) — село в Устиновской поселковой общине Кропивницкого района Кировоградской области Украины.
До 2020 года входило в Устиновский район
Население по переписи 2001 года составляло 17 человек. Почтовый индекс — 28621. Телефонный код — 5239. Код КОАТУУ — 3525880203.